# Gert Eisenberg
Gert Eisenberg (* 7. Dezember 1943 in Somsdorf) ist ein ehemaliger deutscher Langstreckenläufer, der für die DDR startete.
Bei den Leichtathletik-Europameisterschaften 1966 in Budapest kam er über 10.000 m auf den 16. Platz. 1973 wurde er bei den Leichtathletik-Halleneuropameisterschaften in Rotterdam Fünfter über 3000 m. Insgesamt trat er 16-mal im Nationaltrikot an.
1967 und 1970 wurde er DDR-Meister über 5000 m. In der Halle holte er über 3000 m 1973 den DDR-Titel und wurde 1969 Vizemeister.
Gert Eisenberg startete für den SC Leipzig. Sein Zwillingsbruder Frank Eisenberg war ebenfalls als Langstreckenläufer erfolgreich.

## Persönliche Bestzeiten
- 1500 m: 3:40,3 min, 26. Mai 1971, Leipzig
- 3000 m: 7:54,8 min, 3. Juni 1970, Potsdam
  - Halle: 7:52,54 min, 10. März 1973, Rotterdam
- 5000 m: 13:32,4 min, 14. Juni 1972, Berlin
- 10.000 m: 28:26,78 min, 10. Juli 1970, London